# Shou An

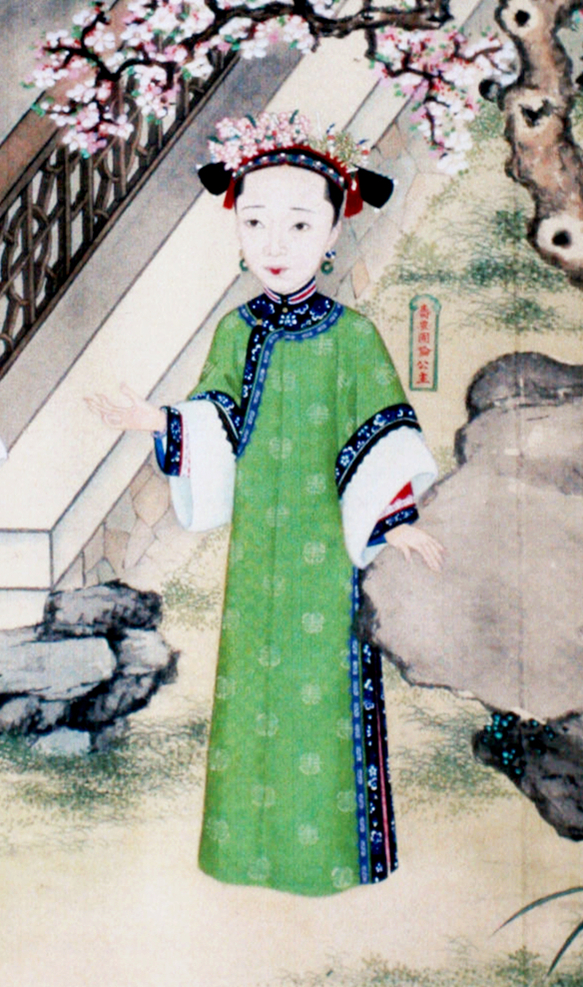

Prinses Shou An (1826 - 1860) was de vierde dochter van de keizer Daoguang. Daoguang was keizer van China van 1820 tot aan zijn dood in 1850.

## Biografie
Namen van prinsessen werden niet geregistreerd in documenten. Princess Shou An is een titel die aan haar gegeven werd na haar huwelijk. Prinses Shou An werd geboren in het zesde regeringsjaar van haar vader. Haar moeder was een bijvrouw van de tweede rang Quan en kwam van de Mantsjoe Niuhuru stam. Zij zou Daoguang zijn derde keizerin worden in 1834 en na haar dood de vereerde titel keizerin Xiao Quan Cheng krijgen. Van alle kinderen van de keizer Daoguang waren alleen prinses Duan Shun en prins Yizhu volle broer en zus.
In 1841 trouwde prinses Shou An met Demujilibu (? - 1865) die tot de Mongoolse Borjigitstam behoorde. Na het huwelijk zou zij worden vereerd met de titel staatsprinses Shou An. In 1850 overleed haar vader en haar jongere broer zou de troon bestijgen met de regeringstitel Xianfeng. Prinses Shou An overleed in het tiende regeringsjaar van de keizer Xianfeng.
Een verzoek om haar te begraven vlak bij haar huis in plaats van in Peking werd afgewezen.